# Aleksandra Jegdić
Aleksandra Jegdić (ur. 9 października 1994 w Belgradzie) – serbska siatkarka, grająca na pozycji libero.
W latach 2018–2023 reprezentowała barwy niemieckiej drużyny SC Potsdam. W 2022 roku w Apeldoorn wraz z reprezentacją Serbii wywalczyła złoty medal mistrzostw świata pokonując w finale Brazylię 3:0.
24 czerwca 2023 roku wyszła za mąż za trenera siatkówki Vladimira Kapriša.

## Sukcesy klubowe
Liga serbska:
- 2016

Liga niemiecka:
- 2022[6], 2023[7]

Superpuchar Niemiec:
- 2022[8]

## Sukcesy reprezentacyjne
Mistrzostwa Świata:
- 2022[9]

Mistrzostwa Europy:
- 2023[10]